# Horpeniten
Der Bund der Kämpfer für Glaube und Wahrheit, die Horpeniten, ist ein christlicher Geheimbund, der spiritistische und philosophische Elemente verbindet. Zum Gedankengut gehören Abendmahlsfrömmigkeit, die Gott-Menschheit Jesu mit der Erlösung durch seinen Opfertod sowie der Reinkarnationsgedanke und ein „gereifter“ Okkultismus.

## Geschichte

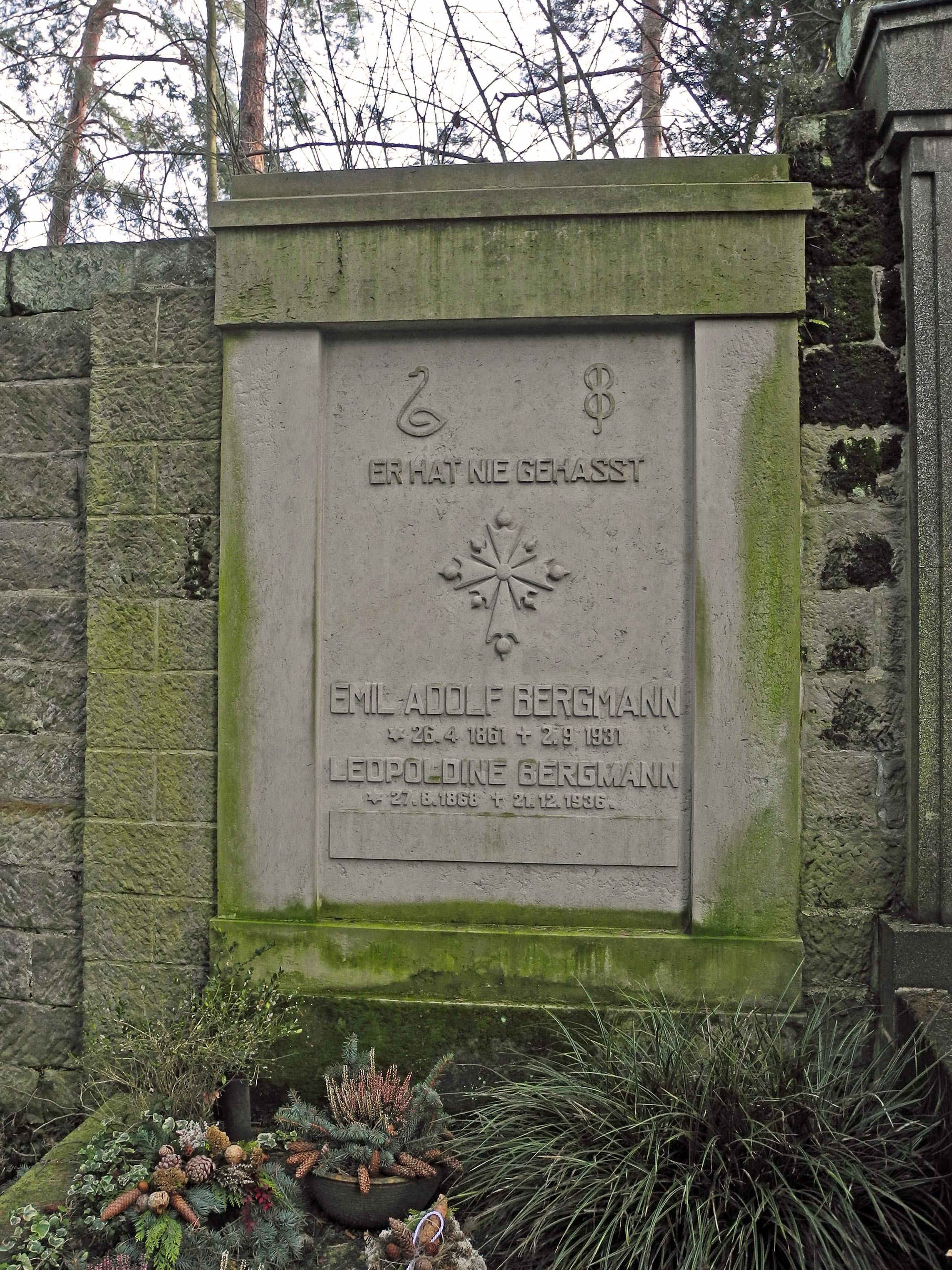
Grab von Emil Adolf Bergmann auf dem Waldfriedhof Dresden-Weißer Hirsch

Der Bund wurde um 1920 in Zauckerode bei Dresden (heute Freital) gegründet und ging aus einem seit 1899 bestehenden Freundeskreis um Emil Bergmann (1861–1931) und Max Däbritz (1874–1947) hervor, die auch die Bombastus-Werke gründeten. Die Hauptblütezeit des Bundes waren die 1920er Jahre, als bis zu 10.000 Menschen dem Bund angehören haben sollen. Geografisch lag der Schwerpunkt in Sachsen und Berlin, wobei jedoch auch starke Gruppierungen in anderen Teilen Deutschlands und vereinzelte Ableger im Ausland existierten.
Nach dem Verbot durch die Nationalsozialisten im Jahre 1935 ging der Bund in den Untergrund und beendete die öffentliche Werbung und Vortragstätigkeit. Diese Strategie wurde unter der repressiven DDR-Diktatur und auch in der neuen Bundesrepublik beibehalten. Nach dem Tode des organisatorischen und geistigen Bundesführers Max Däbritz 1947 kam es zur Zersplitterung und später zu einem Rückzug in kleinste private Runden.
Über die Entwicklung des Bundes in der Nachkriegszeit ist sehr wenig bekannt. Als sicher gilt, dass einige Kreise die Werte der Horpeniten weitergepflegt haben und nach dem Fall der Mauer 1989 wieder eine deutschlandweite Organisation entstanden ist, die noch immer im Verborgenen arbeitet.

## Organisation
Der Bund ist in sieben Kreise eingeteilt, durch die man beginnend als interessiertes Nichtmitglied über den äußersten, zwei mittlere und drei innere Kreise aufsteigen kann. Der letzte Kreis setzt sich aus den 24 „Ältesten“ zusammen. Je nach Kreiszugehörigkeit wird man in die Geheimnisse des Bundes eingeweiht und erlernt später sogar die Geheimsprache, der auch der Begriff Horpenit (Kämpfer) entstammt.
Die Werbung von Bundesmitgliedern geschieht im engsten Freundeskreis. Wöchentliche bzw. vierzehntägliche Kreistreffen werden als Bibelstunden getarnt und dienen dem Austausch der Mitglieder und der Fortbildung in der Weltanschauung des Bundes.

## Zentrale Glaubensinhalte
1. Christentum: weitestgehend deckungsgleiches Weltbild mit dem der evangelischen Kirche Deutschlands,
2. Reinkarnation: Ablehnung der ewigen Verdammnis als Gegenstück zum Himmel; Glaube, dass die Seele einen Entwicklungsweg durch mehrere Wiedergeburten gehen muss, um die Läuterung zu einem göttlichen Wesen zu erreichen,
3. Gereifter Okkultismus: Bekenntnis zur Existenz von Geistwesen (Engeln, körperlosen Seelen), mit denen unter bestimmten Bedingungen Kontakt möglich ist,
4. Drittes Testament: zusätzlich zum alten und neuen Testament der Bibel soll Emil Bergmann in spiritistischen Sitzungen ein drittes Testament empfangen haben, das als Offenbarung Gottes des Heiligen Geistes gesehen wird,
5. Gesundheit/Heilung: Vertrauen auf Naturheilmittel und geistige Kräfte zur Heilung von Krankheiten.

## Symbole

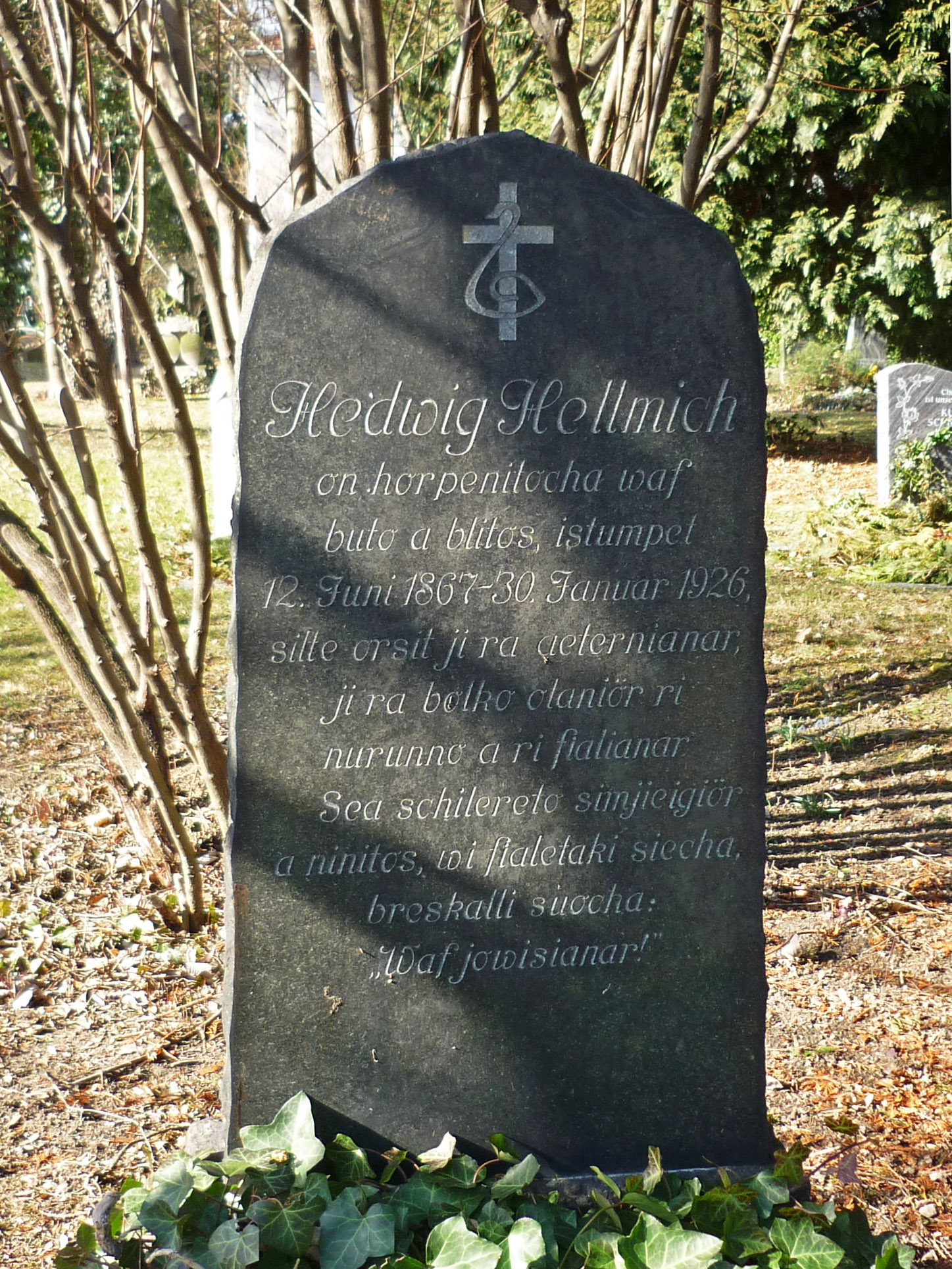
Grabstein mit horpenitischer Geheimschrift und Schwanenkreuz

Charakteristisch für die Horpeniten ist das Schwanenkreuz. Der Schwan symbolisiert den Geist der Wahrheit (Heiliger Geist Gottes), der sich in den Sitzungen mit dem Medium Emil Bergmann zeigte. Das Kreuz steht für das Christentum.
Als weiteres Symbol wird das Rosenkreuz (auch Strahlenkreuz) genutzt, das auf die Fortführung der geistigen Wurzeln der Rosenkreuzer hindeuten soll.

### Primärliteratur
- Horpena, der Kampf, Monatsschrift des Bundes der Kämpfer für Glaube und Wahrheit. Däbritz-Verlag 1922–1936.
- Max Däbritz: Schicksalsgesetz der Wiedereinkörperung – Der Mensch lebt vielmals auf Erden. Däbritz-Verlag 1935.

### Sekundärliteratur
- Christian Zschuppe: Der Bund der Kämpfer für Glaube und Wahrheit (Horpeniten). Ein religiöser Geheimbund des 20. Jahrhunderts. Inaugural-Dissertation, Hiram-Edition 11, München 1980.
- Helmut Obst: Der Versuch einer wertungsfreien Darstellung in der Konfessions- und „Sektenkunde“: Die Erlösungslehre des ehemaligen „Bundes der Kämpfer für Glaube und Wahrheit“ (Horpeniten). In: Theologische Versuche, Jg. 8 (1977), S. 157–173. (Online)
- Helmut Obst: Der Bund der Kämpfer für Glaube und Wahrheit – Horpeniten. In: Monatshefte für Evangelische Kirchengeschichte des Rheinlandes, Jg. 22 (1973), S. 235–258.